# O Inkach uwagi prawdziwe
O Inkach uwagi prawdziwe (hiszp. Commentarios reales que tratan del origen de los yncas) – traktat historyczny Inca Garcilaso de la Vegi wydany w 1609 roku w Lizbonie w oficynie Pedro Crasbeecka.
Traktat stanowi próbę sumarycznego opisu wiedzy na temat historii, kultury, wierzeń, ustroju politycznego, geografii i języka królestwa Inków od jego historycznych początków aż do hiszpańskiej konkwisty.

## Tło historyczne powstania
Inca Garcilaso de la Vega urodził się jako syn hiszpańskiego konkwistadora i przedstawicielki inkaskich elit. Wychowywany był w znajomości zarówno języka hiszpańskiego, jak i keczuańskiego. W wieku 21 lat przeniósł się do Hiszpanii. Dzięki znajomości rodzinnych stron, a także na skutek obietnicy złożonej matce, postanowił opisać historię Peru. Jak sam pisze w przedmowie do swojego traktatu, jego celem była chęć zgromadzenia całej dostępnej wiedzy na temat imperium Inków, a także skorygowania błędnego obrazu rodzimej kultury funkcjonującego w hiszpańskiej literaturze swoich czasów.

## Struktura
Pierwszy tom rozprawy składa się z dziewięciu ksiąg, ułożonych tematycznie. Już po śmierci autora ukazał się tom drugi, zawierający niedopracowany i nieukończony materiał.

## Recepcja i tłumaczenia
Do początków XX wieku traktat traktowany był jako podstawowe źródło wiedzy o imperium Inków. Późniejsze badania historyczne pozwoliły wskazać na wiele błędów w tekście oraz jego idealizujący charakter, wciąż pozostaje on jednak dziełem pionierskim i bezcennym dla badaczy. W XVIII wieku przekład keczuański został zakazany na terytorium Peru przez Karola III Hiszpańskiego jako tekst inspirujący powstańców do działań przeciwko zwierzchnictwu hiszpańskiemu.